# Verein zur Bergung Gefallener in Osteuropa
Der Verein zur Bergung Gefallener in Osteuropa e.V. (VBGO) macht es sich zur Aufgabe, den Millionen noch immer vermisst geltenden multinationalen Kriegstoten des Zweiten Weltkrieges eine würdige Bestattung zu ermöglichen und den Hinterbliebenen Gewissheit über das Schicksal ihrer Angehörigen zu verschaffen.
In bisher über 100 (Stand: 2008) Sucheinsätzen konnten über 6.830 (Stand: 2008) Vermisste Personen verschiedener Nationalitäten aufgefunden und geborgen werden.
Neben dem Volksbund Deutsche Kriegsgräberfürsorge ist der VBGO der größte Verein seiner Art in Deutschland.
Durch die Zusammenarbeit mit Freiwilligen aus Russland, Polen, der Schweiz, Tschechien, der Slowakei, der Ukraine und den USA fördert der VBGO bewusst und nachhaltig die Verständigung zwischen den Völkern.